# Sava Savanović
Sava Savanović (serbisch-kyrillisch Сава Савановић) ist eine der berühmtesten Vampirfiguren des serbischen Volksglaubens. 

## Sage
Zu den Ereignissen um die Sagengestalt Sava Savanović gibt es zahlreiche Versionen. Sie wurden ausschließlich mündlich überliefert und unterscheiden sich bezüglich Ort und den beteiligten Akteuren, haben aber alle eine gemeinsame Kerngeschichte: in allen Geschichten geht es um einen Mann aus dem Dorf Zarožje, welcher als Viehhändler sehr erfolgreich und wohlhabend war. Als mutiger Hajducke genoss er außerdem einen guten Ruf und war ein bekanntes und geschätztes Mitglied der Gesellschaft. Er war unverheiratet und lebte im gemeinsamen Haus mit seinem Bruder und dessen Familie.
Irgendwann verliebte er sich in die Tochter eines örtlichen Händlers, dessen Familie ebenfalls auf dem Land nahe Zarožje lebte. Über den weiteren Verlauf gibt es zahlreiche dramatische Erzählungen. Allen gemein ist, dass ihm die junge Frau aufgrund des großen Altersunterschied verwehrt wurde. Trotz allen Versuchen blieb es dabei und Sava begann sich allmählich zu verändern. Er wurde verbittert, boshaft und streitsüchtig. Die Leute gingen ihm aus dem Weg und begannen, sich vor ihm zu fürchten. Er war doch ein äußerst fähiger und kampferprobter Mann, welcher allmählich seinen Verstand verlor. Eines Tages erzürnte ihn ein Ereignis (hier unterscheiden sich die verschiedenen Erzählungen besonders). An einem Morgen, nachdem er die ganze Nacht im Freien gewartet hatte, suchte er die ersehnte junge Frau auf. Bei seiner Ankunft trieb sie gerade das Vieh auf die Weide. Nach einem kurzen Wortwechsel erschoss er die Frau und womöglich weitere Beteiligte. Bei der Tat verlor auch er auf dramatische Weise sein eigenes Leben (in einigen Erzählungen durch Selbstmord, in anderen durch Erdrosselung durch beteiligte Dorfbewohner).
Aufgrund seiner Bekanntheit und der Tragik war bald darauf das ganze Dorf versammelt. So wie es der Brauch vorschrieb, konnte Sava, der ein Mörder war, nicht bei der Kirche beerdigt werden. So beerdigte man ihn noch am gleichen Tag nahe dem Tatort. Traumatisiert von diesem Ereignis berichteten die Dorfbewohner bald darauf, sie hätten Sava nachts gesichtet oder wurden gar von ihm verfolgt. Wie in den Bergdörfern üblich, arbeiteten und übernachteten die Bauern in den Wassermühlen, wenn sie ihr Getreide mahlten. Nachdem jedoch wiederholt Müller in den Wassermühlen am Fluss Rogačica tot aufgefunden wurden, welche alle Bissspuren am Hals aufwiesen, war für die Bewohner schnell klar: Sava war ein Vampir geworden.
In ständiger Angst lebend, entschieden sich die Bewohner bald darauf etwas zu unternehmen. In einigen Geschichten wurde das Grab vergeblich verlegt und durch seine Angehörigen unter Berücksichtigung der Rituale neu bestattet. Allen Versionen ist gleich, dass das Grab von Sava Savanović geöffnet wurde und man darin einen unverwesten Leichnam vorfand. Um den Fluch zu brechen, wurde dem Vampir ein spitzer Pfahl durch das Herz geschlagen.
Zusammen mit Jure Grando, Peter Plogojowitz und Arnold Paole zählt er zu den ersten namentlich bekannten Fällen eines auf dem Balkan beheimateten volkstümlichen Glaubens an Vampire. Im Gegensatz zu den drei anderen historisch gesicherten Personen entbehrt Sava Savanović einer derartigen literarischen Dokumentation. Das an derartigen Aufzeichnungen zu beobachtende seinerzeitige Interesse am Vampirismus im westlichen Europa stand vermutlich in Zusammenhang mit zeitgenössischen medizinischen Fragestellungen und theologischen Diskussionen. Aus diesem Grund ist als Entstehungszeit der Sage von Savanović grob, aber mit einiger Berechtigung das 17. oder 18. Jahrhundert anzunehmen. Im serbischen Volksglauben gilt Sava Savanović gewöhnlich als erster Vampir.
Meldungen über Vampire und andere mystische Wesen waren in diesen Regionen keine Seltenheit. So gab es Meldungen über Vampire bis ins späte 19. Jahrhundert. Es existieren auch mündliche Erzählungen über Begegnungen mit unbekannten Wesen bis in die erste Hälfte des 20. Jahrhunderts.
Angesichts der ärmlichen Verhältnisse, Kriege, Hunger und schwersten körperlichen Arbeiten, welche die Menschen in dem sehr isolierten und naturbelassenen Dorf zu verrichten hatten, lassen sich diverse Erlebnisse als Halluzinationen erklären. Mit dem Erreichen eines höheren Lebensstandards ab den 1960er-Jahren hörten auch Meldungen über übernatürliche Ereignisse auf.

## Die Wassermühle

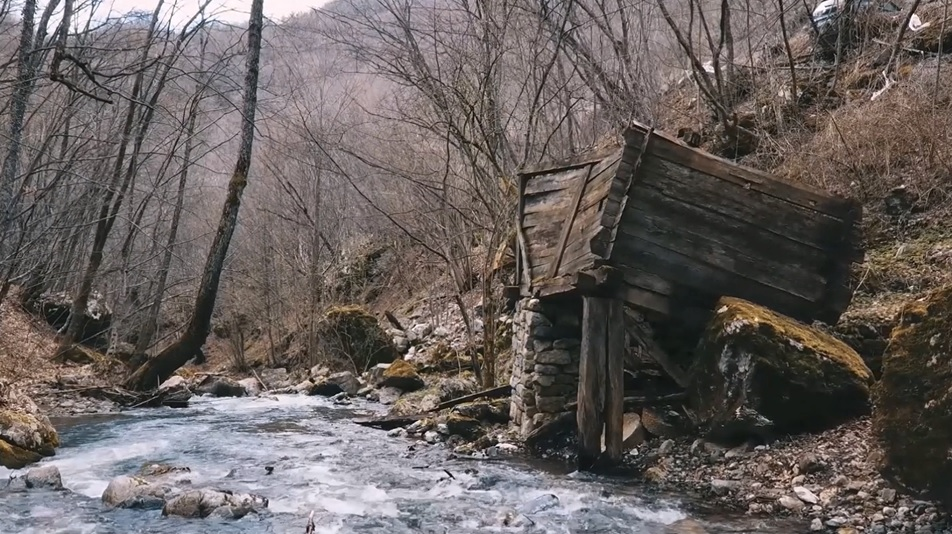
Sagenumwobene Wassermühle am Fluss Rogačica

Aus mündlichen Überlieferungen geht hervor, dass sich die Ereignisse um Sava Savanović in der Zeit kurz vor Ankunft der örtlichen Familie Jagodić im Tal von Zarožje abgespielt haben soll. Diese ließ sich in der ersten Hälfte des 18. Jahrhunderts in der Nähe der Wassermühle unter den Felsen nieder. Daraus lässt sich schließen, dass die sagenumwobene Wassermühle ebenfalls in diesem Zeitraum erbaut und genutzt wurde. Heute stehen lediglich noch die Überreste des sauber ausgearbeiteten Steinfundaments der ursprünglichen Wassermühle.
Heute befinden sich noch Überreste einer rund hundert Jahre später neu errichteten Wassermühle, welche sich direkt neben der ursprünglichen Wassermühle befindet. Diese wird heute oft fälschlicherweise für die legendäre Wassermühle gehalten. Diese neuere Wassermühle wurde ungefähr in den 1840er-Jahren durch den Kmet Simo Jagodić erbaut und war bis in die späten 1950er-Jahre in Betrieb. Die Bezeichnung für die Wassermühle als Simić’a vodenica (die Wassermühle des Simeun) oder später Jagodić’a vodenica leitet sich vom Erbauer ab.
Die Wassermühle befindet sich bei einer kleinen Brücke (Lage), etwa vier Kilometer und 340 Höhenmeter von Gnjila Priseka entfernt. Dabei durchfährt man die kleine Ansiedlung Jagodići mit einer kleinen Kirche.

### Tourismus
Die Wassermühle wird nicht aktiv als Touristenattraktion angeboten. Ihre Bekanntheit erlangte sie vor allem durch mündliche Überlieferungen. Trotz ausbleibender Vermarktung finden zahlreiche städtische Abenteurer, Historiker, Archäologen und Esoteriker ihren Weg in das Jagodići-Tal.
Im Herbst 2012 erlangte der Vampir Sava Savanović erstmals internationale Bekanntheit, als die verwahrloste Wassermühle im Herbst endgültig in sich einstürzte. Die aufgebrachten Dorfbewohner im Tal, besorgt über drohendes Unheil, hängten Kruzifixe und Knoblauch an ihre Haustüren. Die Gemeindeverwaltung von Bajina Bašta warnte in einer, vermutlich als PR-Aktion zu verstehenden Mitteilung, vor Sava Savanović, weil befürchtet wurde, dass der nun seiner Heimstätte beraubte und ruhelos gewordene Vampir in der Umgebung wieder sein Unwesen treibe.
Zuletzt erlangte der Vampir mediale Aufmerksamkeit im Dezember 2012, als in der Nachbargemeinde Valjevo an einer Tourismus-Messe ein Plakat von Sava Savanović ausgestellt. Die Dorfbewohner von Zarožje meldeten daraufhin der Polizei in Bajina Bašta, man habe „ihren Vampir entführt“. Die Aktion ist zwar als PR-Gag zu verstehen, jedoch streiten die beiden Gemeinden tatsächlich über das Vermarktungsrecht.

## Rezeption in Literatur und Film
Sava Savanović erscheint in:
- Kurzroman Posle devedeset godina (Nach neunzig Jahren) des serbischen Schriftstellers Milovan Glišić
- Roman Strah i njegov sluga (Die Angst und ihr Diener) von Mirjana Novaković (2005)
- TV-Horrorfilm Leptirica von 1973